# Florentinisches Cinquecento und Quattrocento (Klimt)
Florentinisches Cinquecento und Quattrocento ist ein Bild von Gustav Klimt in einem Zwickel- und Interkolumnienpaar an der Westwand (links) im Stiegenhaus (Treppenhaus) des Kunsthistorischen Museums in Wien aus dem Jahr 1891.

## Entstehung
Klimt führte auch noch weitere Zwickel- und Interkolumnienbilder im Stiegenhaus aus, darunter Römisches und Venezianisches Quattrocento, Griechische Antike und Aegypten und Altitalienische Kunst.

## Beschreibung

### Motiv und Darstellungsweise

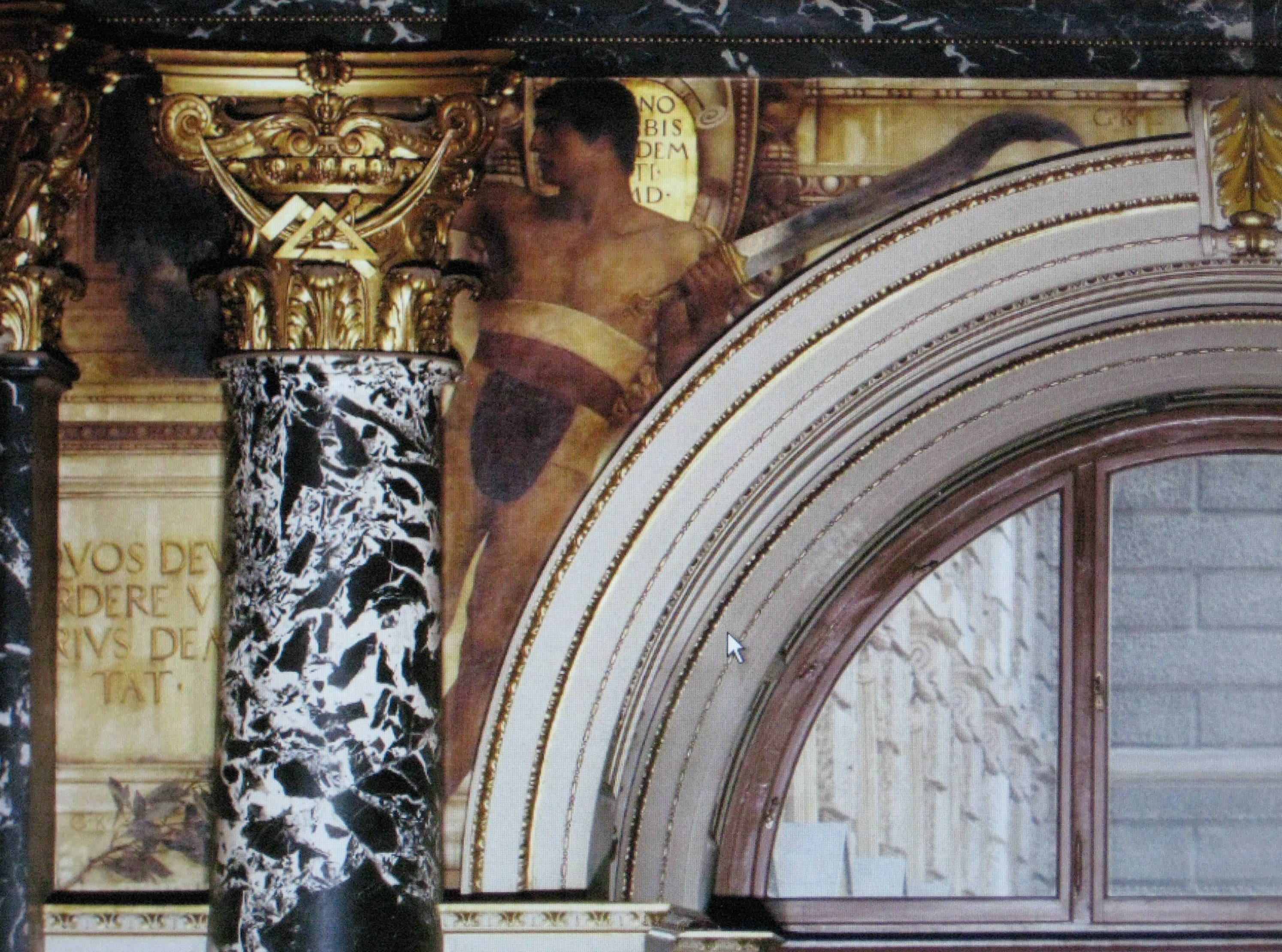
Zwickelbild Florentinisches Cinquecento mit Interkolumnium

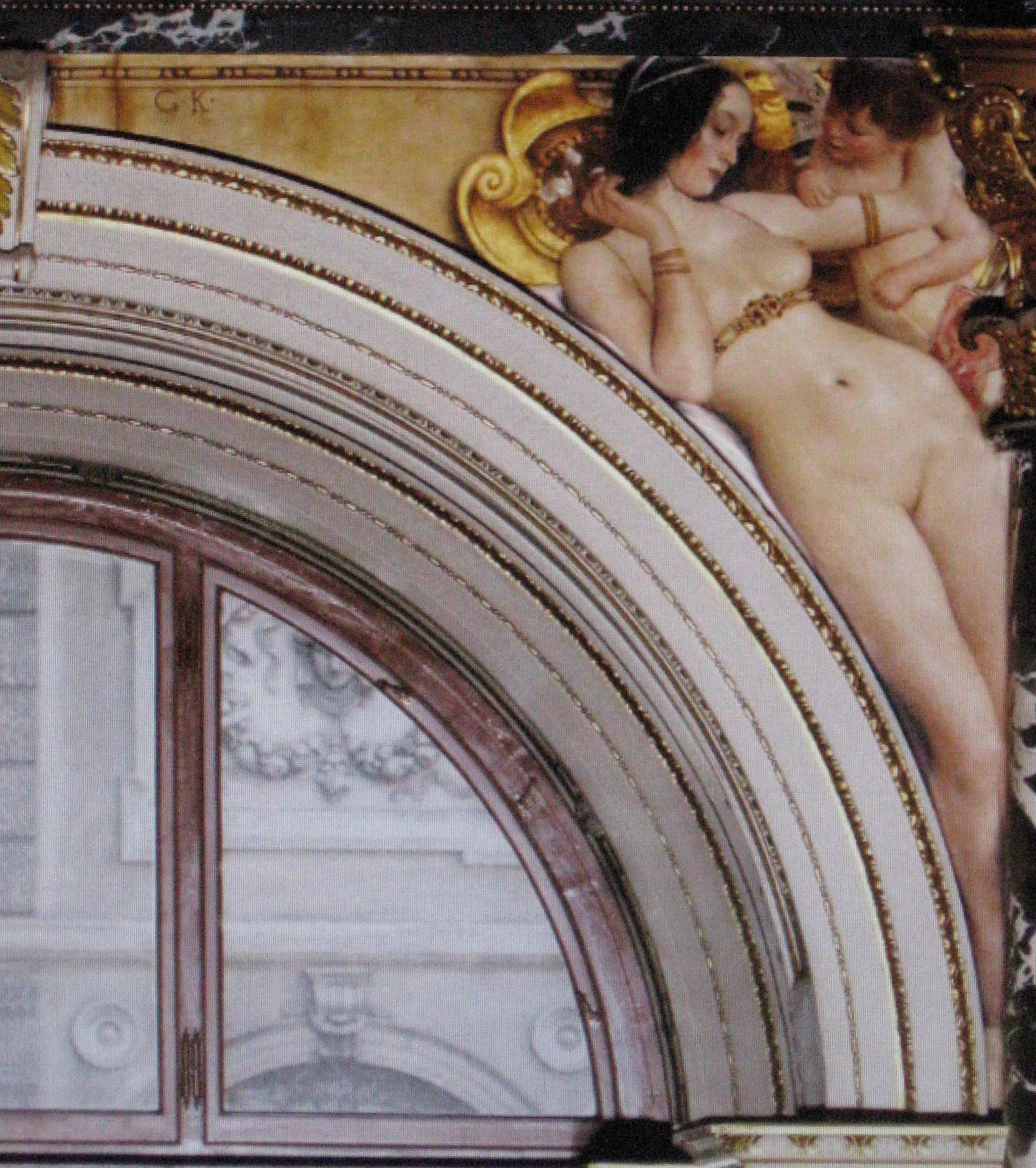
Zwickelbild Florentinisches Quattrocento

Die Bilder sind Allegorien des Cinquecento und Quattrocento in Florenz. In Anlehnung an die Antikerezeption führender florentinischer Künstler jener Zeit wählt Klimt in diesen Bildern antike Stoffe für seine Darstellung.
Die biblische Erzählung des Sieges von David über Goliath ist Thema im Cinquecento, dem linken der beiden Zwickelbilder sowie im angrenzenden Interkolumnium. Der nur mit einem Lendenschurz bekleidete David lehnt am Bogen der Arkade und hält in seiner linken Hand ein großes Schwert, auf dem Blutspuren zu erkennen sind. Die Waffe hat eine auffällige Form: gerade, zweischneidige Klinge mit rhombischem Querschnitt und sichelförmig gebogener Spitze, daneben steht Klimts Signatur G·K·. David hält den dunklen Kopf des Goliath mit ausgestrecktem Arm ins Interkolumnium auf einen Sockel mit der Inschrift des lateinischen Sprichwortes: „QUOS DEUS PERDERE VULT PRIUS DEMENTAT.“ (Wen Gott verderben will, dem verblendet er zuvor den Verstand.). Darunter befindet sich das Stillleben eines Lorbeerzweiges mit der Signatur Klimts: G·K·. Davids Körper ist frontal gemalt, die Beine gerade, der Kopf hingegen in heroischer Profilansicht. Hinter dem Kopf ist eine weitere, bislang nicht genau entschlüsselte lateinische Inschrift auf einem ovalen, goldenen Tondo zu sehen. Vielleicht ist hier gemeint: „NOBIS DEMENTI·MD·“ (nobis – uns, dementi von demens – verrückt, MD· – Jahr 1500). Davids schwarzes Haar bildet einen farblichen Kontrast zum goldenen Hintergrund.
Das Quattrocento wird durch Venus und Amor verkörpert. Die Göttin der Liebe lehnt mit erotischem Hüftschwung und leicht gebeugtem rechten Bein an der Arkade. Bis auf einen reich mit Edelsteinen besetzten Gürtel unterhalb der Brust und ein paar goldenen Armreifen ist sie völlig nackt. Ihr Kopf erscheint mit gesenktem Blick in einem Dreiviertelprofil. Ihr schwarzes, lockiges Haar ist hochgesteckt und mit Bändern geschmückt. Dahinter ist eine Muschelschale, das Symbol der Venus, zu erkennen.  Der rechte Arm der Göttin ist angewinkelt und an die Arkade gestützt, die rechte Hand fällt mit gebogenen Fingern elegant im Gelenk nach hinten. Mit dem linken Arm umfasst sie den kleinen, nackten Amor, der seinen Blick auf Venus richtet. Die Schenkel der Göttin sind im Kniebereich geschlossen.
Die Profile von David und Venus sind voneinander abgewendet, die Positionen ihrer Körper wirken zueinander jedoch teilweise symmetrisch.

### Deutung
Der entscheidende Hinweis für die inhaltliche Aussage des Bildpaares scheint der lateinische Text über die Verblendung des Verstandes zu sein, der sowohl im Interkolumnium als auch im linken Zwickelbild geschrieben steht. Torheit und Wahnsinn gelten demnach nicht nur für den Verlierer Goliath, sondern auch für den Helden David. Der Krieger ist vom blutigen Kampf so besessen, dass er von Venus keinerlei Notiz nimmt und sich den Freuden der Liebe nicht hingeben kann. Venus, die als Symbol für die Liebe und den weiblichen Geist gesehen werden kann, interessiert sich nicht für den verrückten Krieger, sie umarmt Amor. Die ungünstigen Lichtverhältnisse an der Seite der Westwand des Treppenhauses verstärken den Eindruck des törichten Helden zusätzlich: David hält Goliaths Kopf in die Ecke, sozusagen ins Nichts, und blickt dabei in die Dunkelheit. So nützt Klimt die für die Sicht auf das Cinquecento nachteilige Position vorteilhaft für den Bildinhalt.

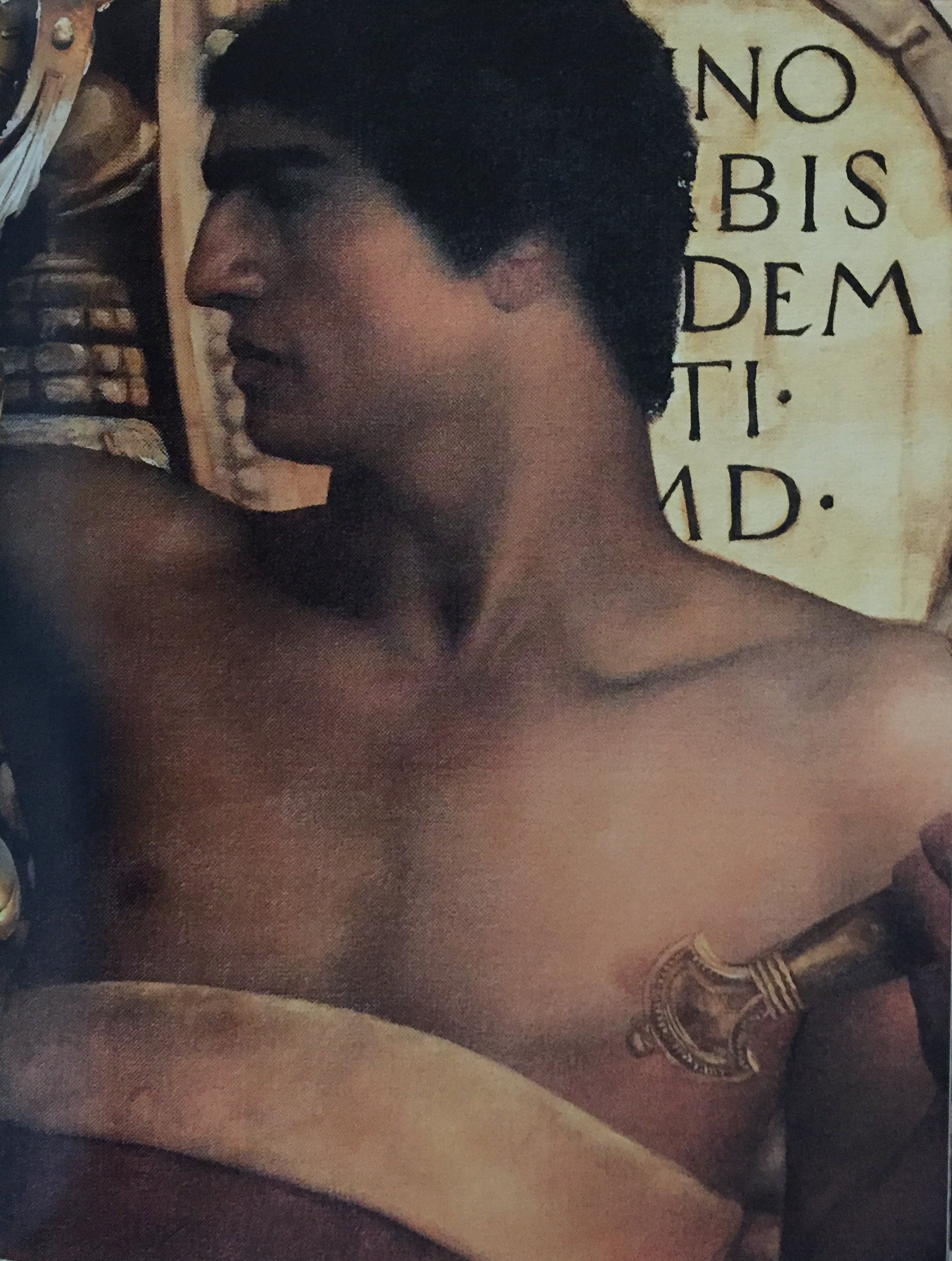
Zwickelbild Florentinisches Cinquecento (Detail)
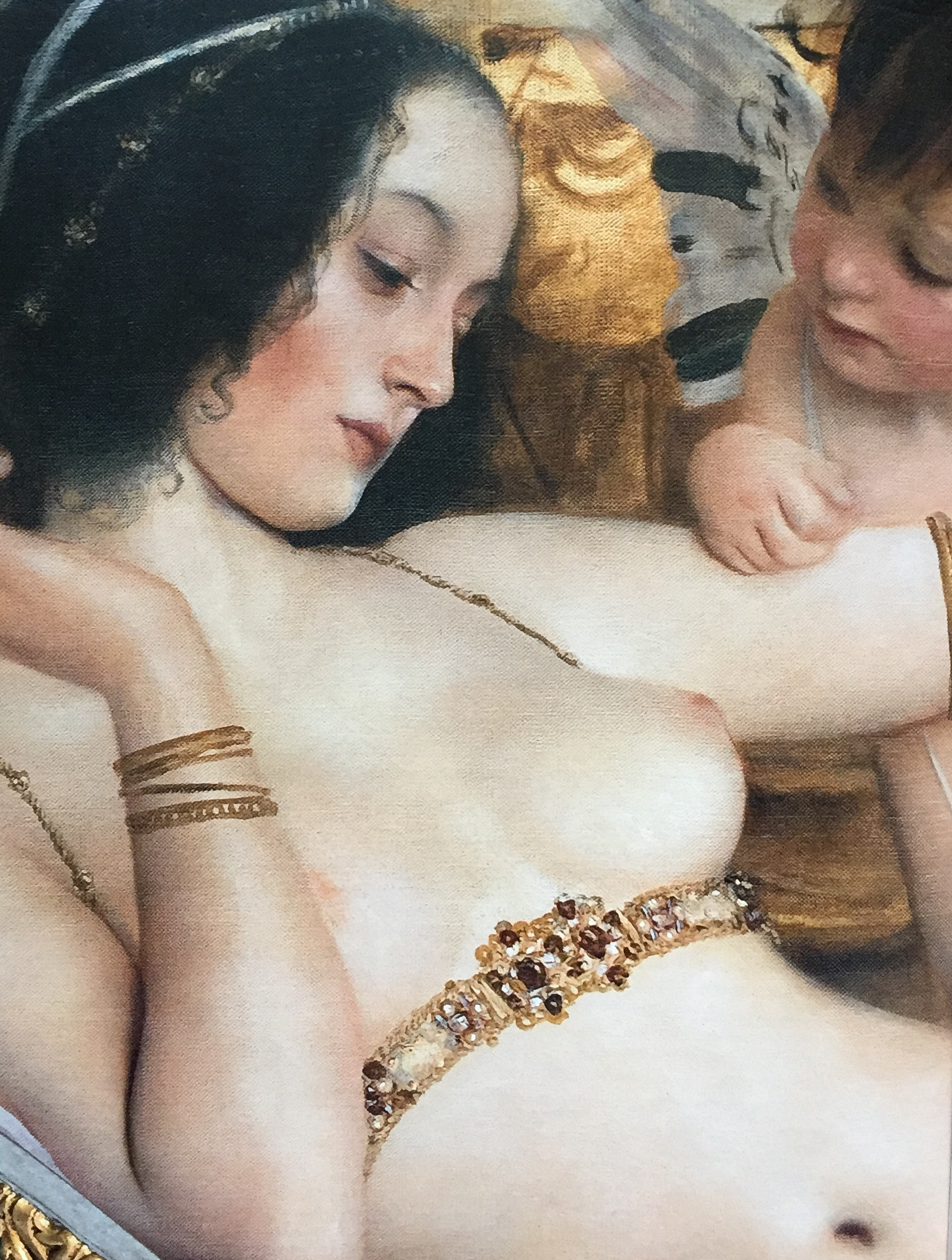
Florentinisches Quattrocento (Detail)
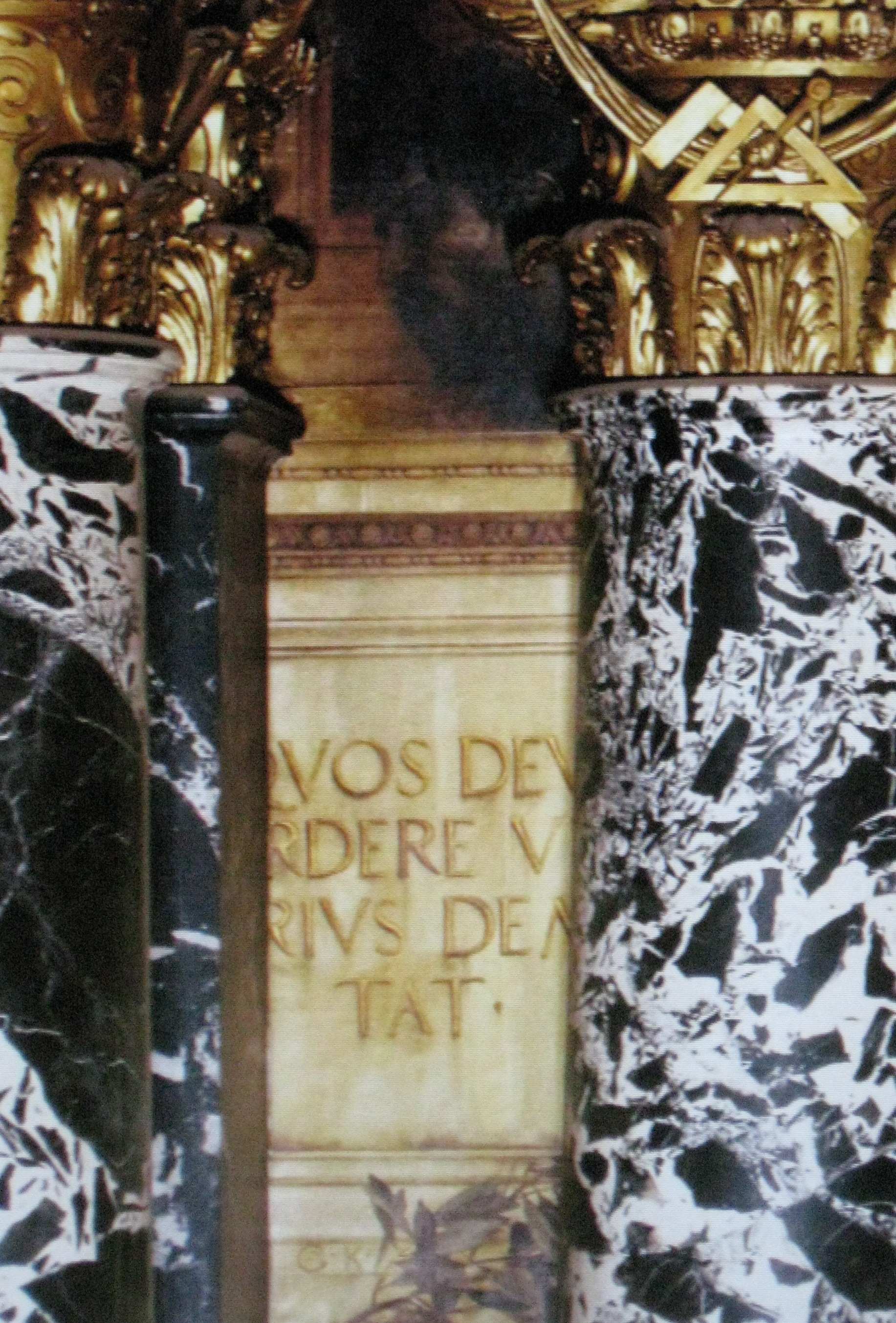
Florentinisches Cinquecento (Interkolumnium)

### Parallelen zu anderen Kunstwerken
Michelangelos David ist wohl das wichtigste Vorbild für Klimts Florentinisches Cinquecento.
Zu den bekanntesten Venusbildern des Quattrocento in Florenz zählen Sandro Botticellis Geburt der Venus sowie Venus und Mars. Sie können als Inspirationsquelle für Klimts Zwickelbild ebenso angenommen werden wie Piero di Cosimos Gemälde Venus, Mars und Amor. Während jedoch bei Botticelli als auch Cosimo der Kriegsgott Mars durch die Beziehung mit Venus zur Ruhe findet, wählt Klimt eine gegenteilige inhaltliche Darstellung zwischen David, Venus und Amor.
Aus dem Jahr 1889 stammt Klimts Allegorie der Skulptur, eine Zeichnung anlässlich des 25-jährigen Jubiläums der Wiener Kunstgewerbeschule. Die Körperhaltung der weiblichen Figur entspricht weitgehend jener der Venus im Florentinischen Quattrocento, wo sie nur leicht gekippt wird.
1898 dient das Profil des David aus dem Florentinischen Cinquecento Klimt als Grundlage für die Initiale D im März-Heft von Ver Sacrum.

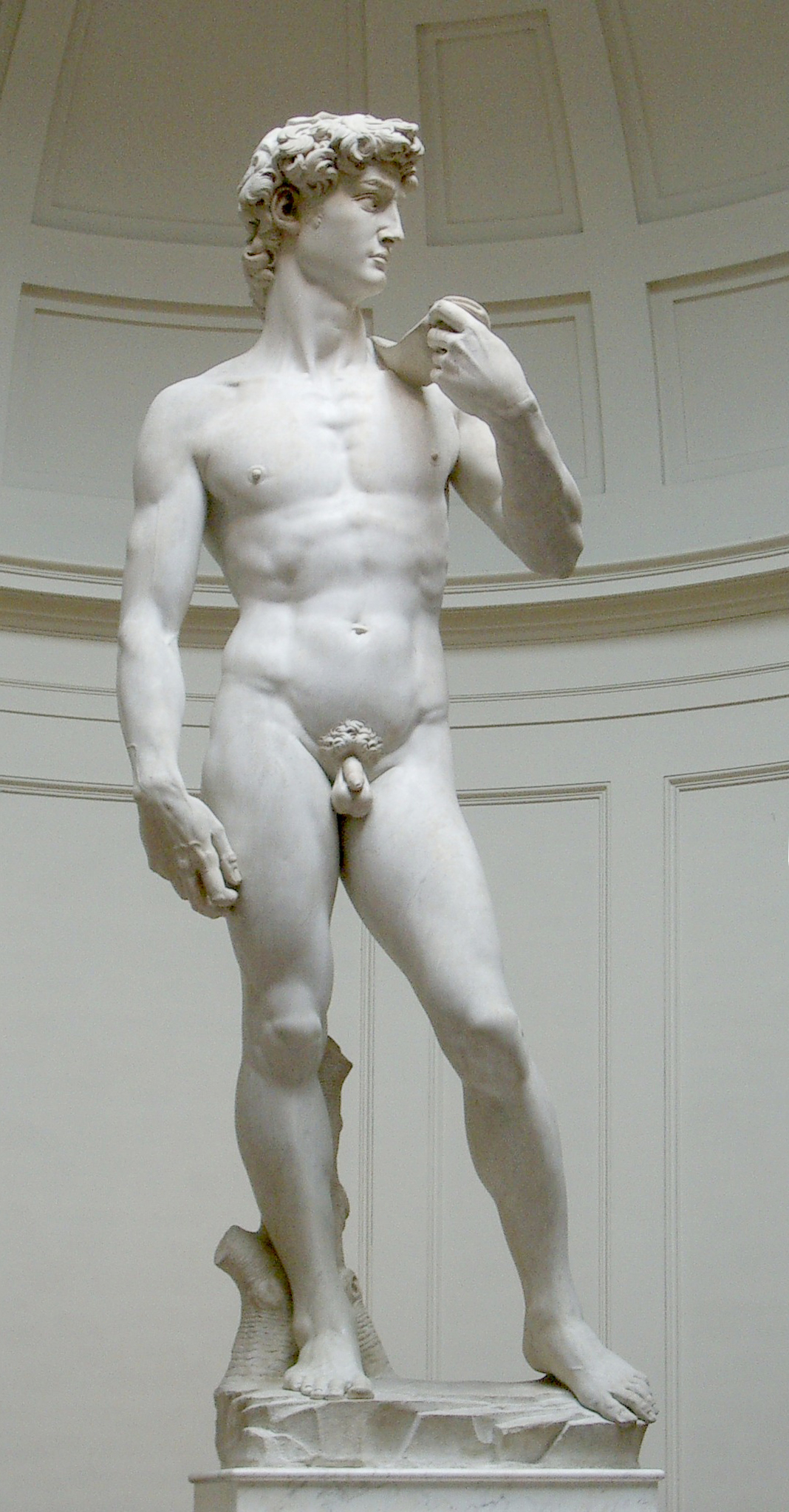
Michelangelo: David (1501–1504)
S. Botticelli: Geburt der Venus (1484/85)
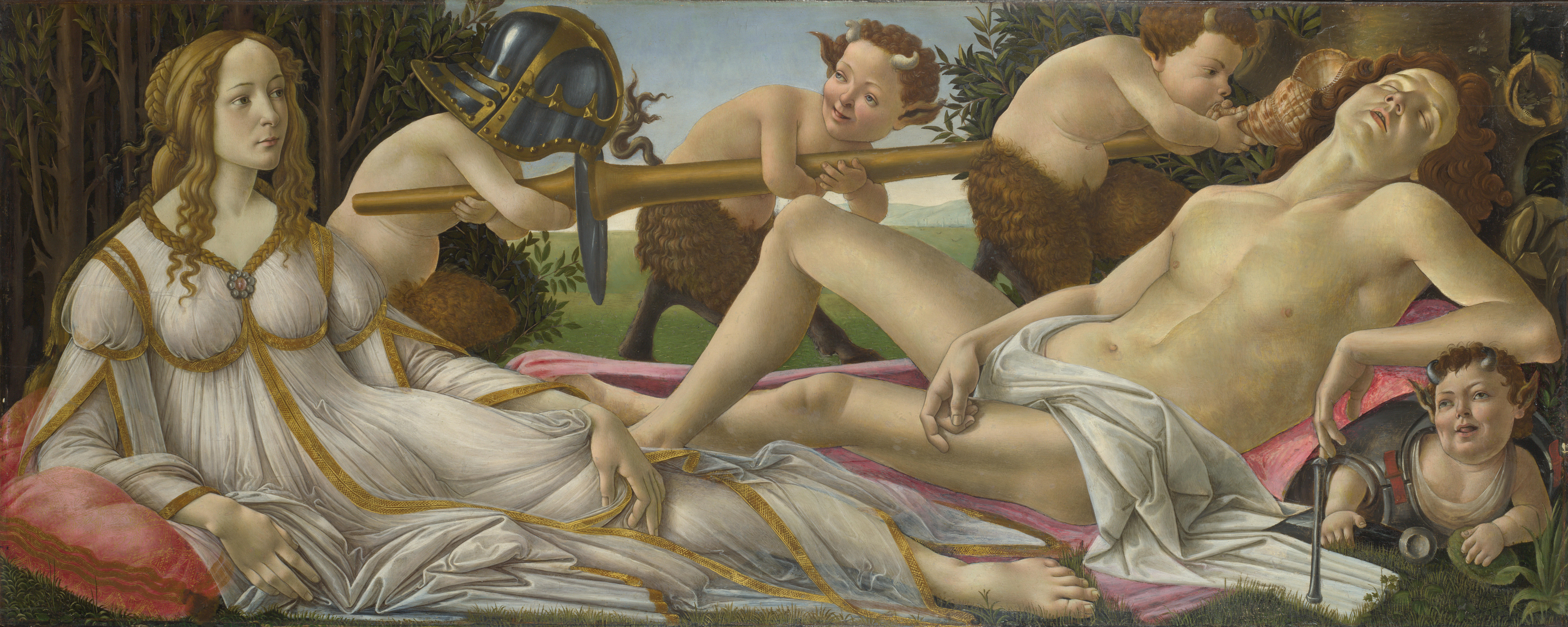
S. Botticelli: Venus und Mars (1483)
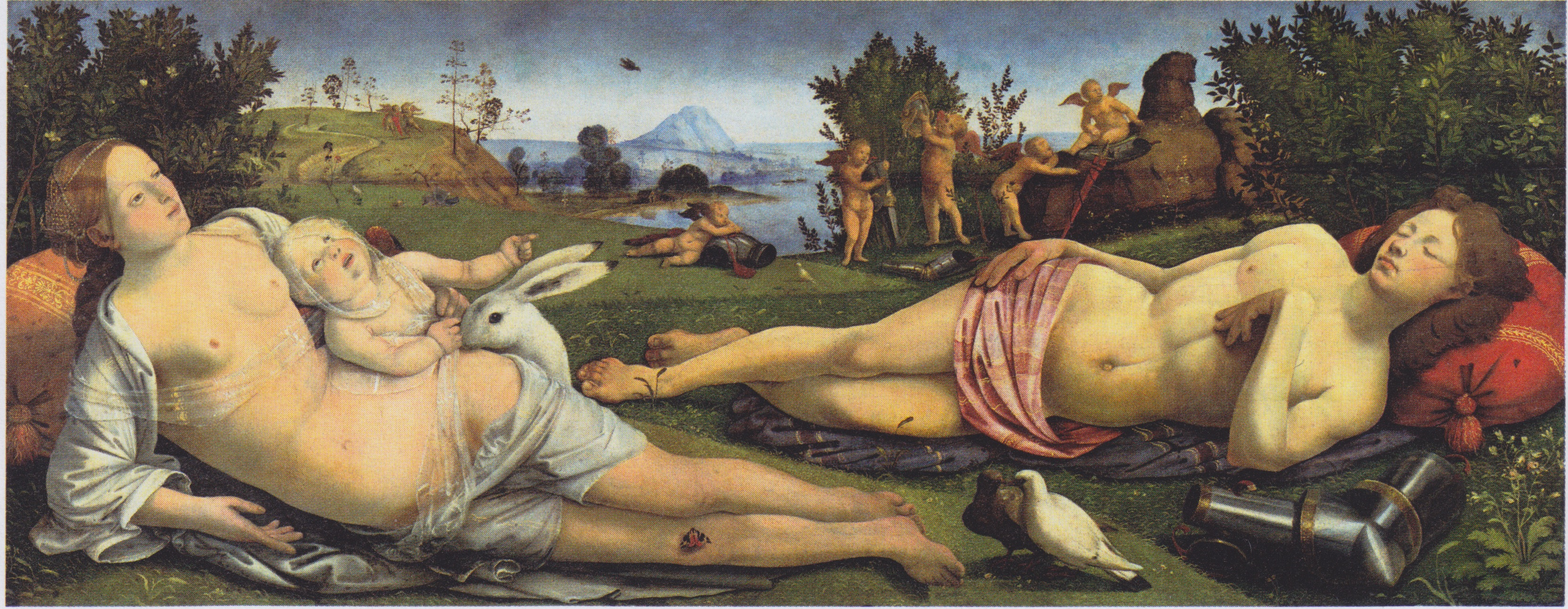
P. di Cosimo: Venus, Mars und Amor (etwa 1486–1510)
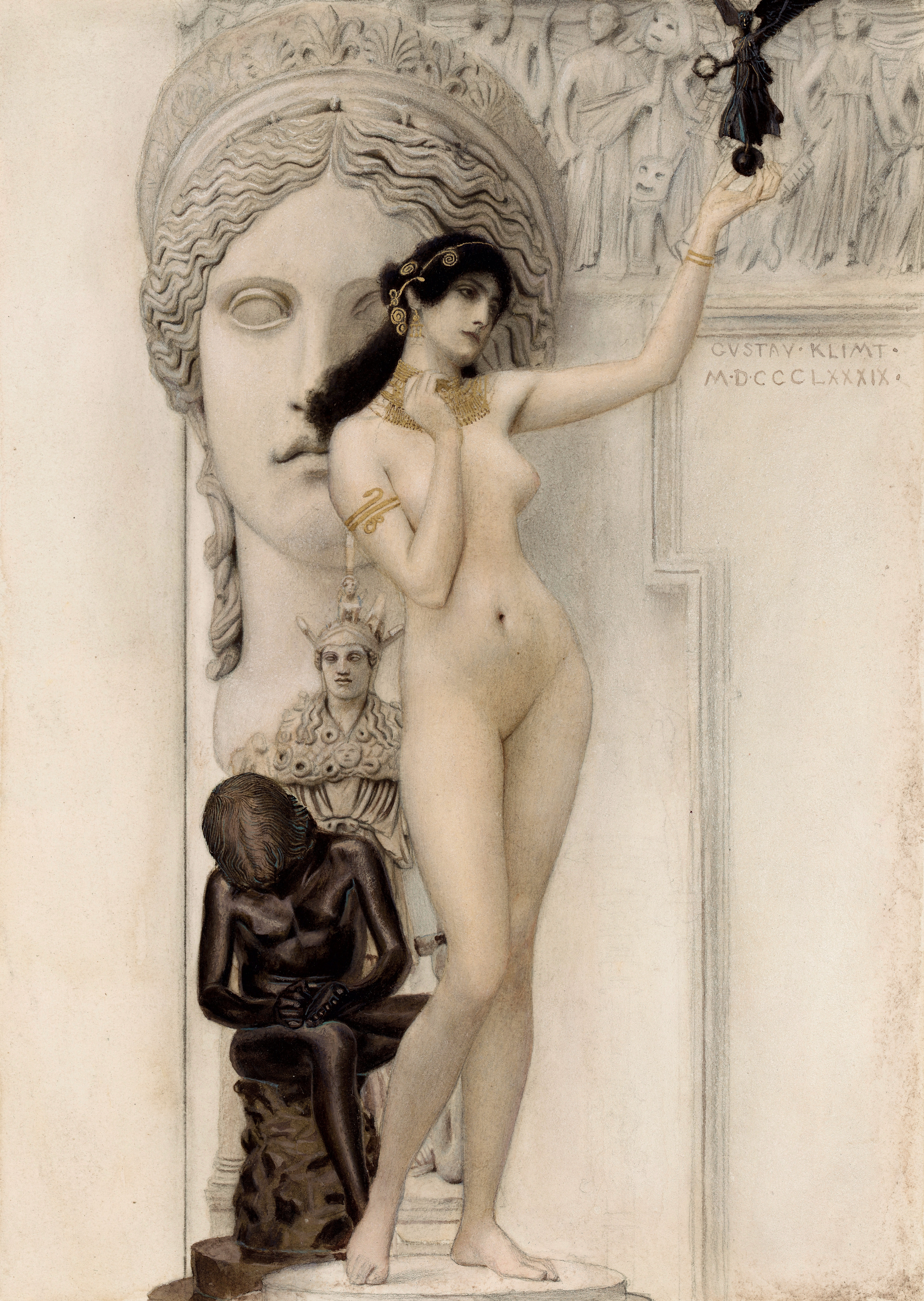
G. Klimt: Allegorie der Skulptur (Zeichnung, 1889)
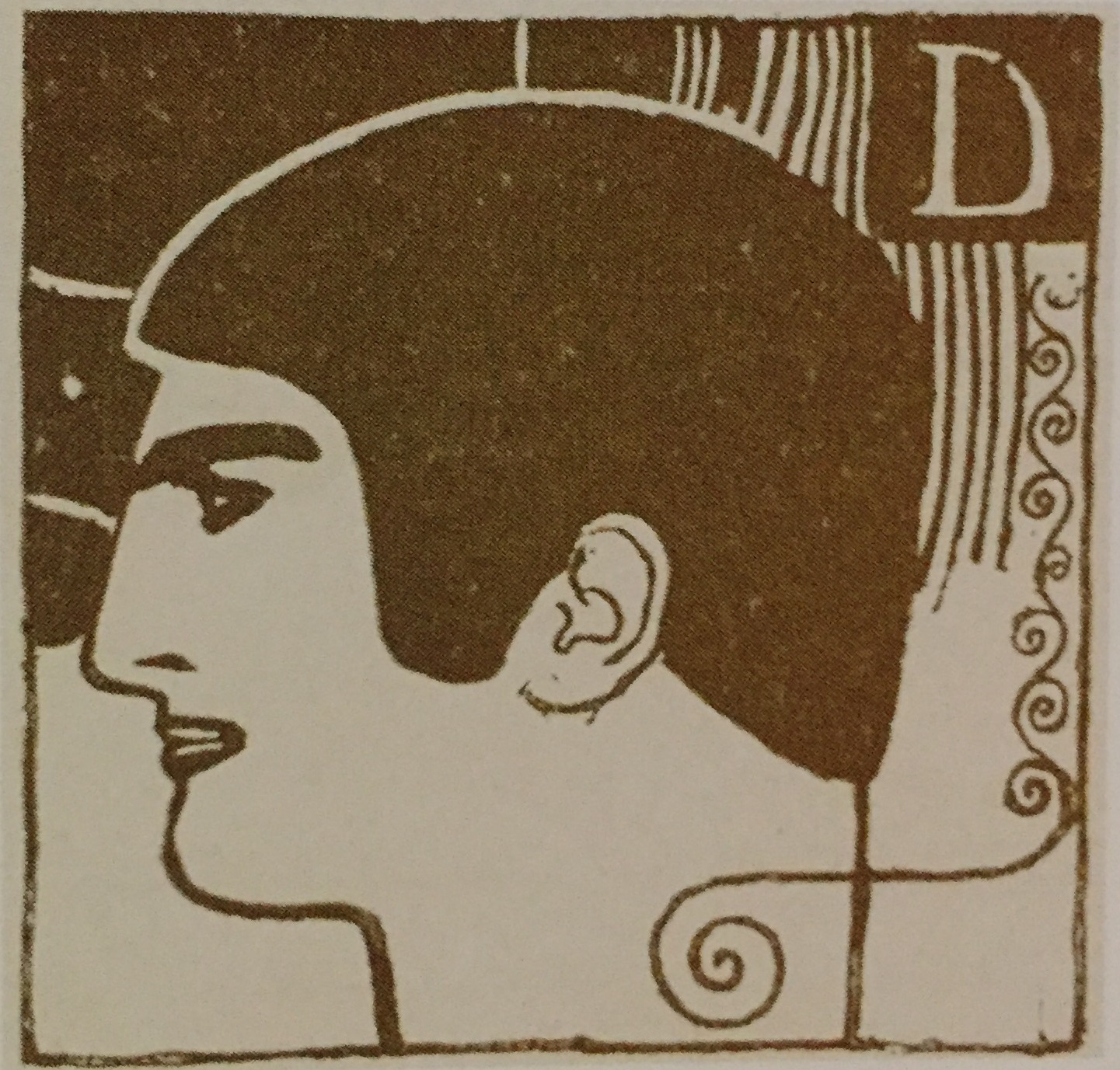
G. Klimt: Initiale D aus Ver Sacrum, März 1898